# Medaki zseb hadművelet
A Medaki zseb hadművelet (horvátul:  Operacija Medački džep) a Horvát Hadsereg által 1993. szeptember 9. és 17. között végrehajtott hadművelet volt Horvátország déli-középső Lika régiójában, amely a Krajinai Szerb Köztársaság ellenőrzése alatt álló beszögellés ellen irányult, mely elérte Gospić déli külvárosát. Ezt nevezték az itt fekvő Medak faluról „Medaki zseb”nek.
A horvát offenzíva több napos harc után átmenetileg kiűzte a lázadó szerb erőket. A hadművelet azonban az ENSZ békefenntartóival (UNPROFOR) folytatott összetűzés és a helyi szerb civilek elleni súlyos horvát háborús bűnök vádja miatt a nemzetközi közvéleménnyel is konfliktust okozott. A szerbek elleni csata végeredménye ugyan a horvátok taktikai győzelmét hozta, de a horvát kormány számára komoly politikai teherré vált, és a nemzetközi politikai nyomás a korábbi tűzszüneti vonalakra való visszavonulásra kényszerítette.
ENSZ és kanadai források szerint az UNPROFOR erői és a horvát csapatok között is heves tűzpárbaj alakult ki, aminek következtében a kanadai csapatok végül elhárítottak egy horvát támadást. A csata a kanadai fegyveres erők egyik legsúlyosabb csatája volt a koreai háború óta.

## Előzmények
1991 folyamán a dél-horvátországi Lika régió belsejének nagy részét elfoglalták a Krajinai Szerb Köztársaság (RSK) és a szerb politikai vezetés által uralt Jugoszláv Néphadsereg (JNA) erői. Likában a szerbek fennhatósága alá tartozó területen élő horvát lakosság szinte teljes egészét megölték, kiűzték vagy arra kényszerítették, hogy a horvát kormány fennhatósága alá tartozó területeken keressen menedéket, miközben a szerbek egész évben folytatták a térség központjának, Gospić városának tűzérségi lövetését, több száz polgári személy halálát okozva. Az 1992. januári szarajevói megállapodásban a felek tűzszünetről állapodtak meg, és a fegyverszüneti vonalak felügyeletére az ENSZ békefenntartó erőit (UNPROFOR) telepítették.
Ennek ellenére a két oldal közötti szórványos lövöldözés és ágyúzás folytatódott. A frontvonalhoz közel fekvő Gospić többször is Krajinai Szerb Hadsereg (SVK) ágyútűzének volt kitéve. A város a Zágráb, Dalmácia és Fiume közötti kommunikációs vonalak biztosításában nagy jelentőséggel bírt. Az ágyúzások nagy része a szerbek által ellenőrzött Medak közelében fekvő Medaki zsebből történt, mely egy körülbelül négy-öt kilométer széles és öt-hat kilométer hosszú magaslati terület volt, amely Divoselo, Čitluk helységekből, Počitelj egy részéből, valamint számos kis faluból állt. A hadműveleti terület elsősorban vidéki jellegű terület volt, erdők és nyílt mezők váltakozásával. A támadás előtt meglehetősen gyengén lakott volt, mindössze mintegy 400 szerb civil lakott a területen, melyet az SVK 15. Likai Hadtestének egységei ellenőriztek.
A Medaki zseb a Déli szektorral, az Egyesült Nemzetek Védett Területeinek (UNPA) egyikével volt szomszédos, tehát nem az UNPA-ba esett, hanem közvetlenül mellette, az egyik úgynevezett „rózsaszín zónában” volt, melyet az RSK ellenőrzött, de az UNPROFOR békefenntartói járőröztek benne. Az offenzíva előtt a horvát kormányerők több, viszonylag kis léptékű támadást indítottak a lázadó szerbek által birtokolt területek visszafoglalására. Ilyen volt 1992 júniusában a Miljevci-fennsíki csata és Észak-Dalmáciaban 1993 januárjában a Maslenica hadművelet. Egyes vélemények szerint a Maslenica hadművelet és a Medaki zseb offenzíva Franjo Tuđman horvát elnök politikai lépéskényszerének a következménye volt, aki Horvátországnak a boszniai háborúba való beavatkozása után politikai nehézségekkel szembesült.
Janko Bobetko horvát vezérkari főnök Gospić térségében tett látogatása során csapatával arra a következtetésre jutott, hogy a frontnak azon a részén a helyzet nem kielégítő. Különösen kritikus volt a helyzet a Velebit-hegységben, amelyet a horvát belügyminisztérium különleges rendőrségének tagjai ellenőriztek. Bobetko úgy vélte, hogy ha ezek a pozíciók gyengülnek, a szerbek félig bekerítik Gospić városát. A horvát vonalakat az ellenséges vonalak mögött tevékenykedő kisebb felderítő-szabotázscsoportok folyamatos behatolása is zaklatta, melyek során szeptember 4-én két horvát rendőrt meggyilkoltak.
Erre reagálva Markač tábornok parancsot adott egy olyan terv elkészítésére, amely megakadályozza a további behatolást a különleges rendőri alakulatok birtokában lévő területre. Amikor Bobetko tudomást szerzett erről a tervről, azt javasolta, hogy illesszék be a horvát hadsereg haditervébe. Szeptember elejétől a Gospić szélesebb területére irányuló tüzérségi támadások intenzitása is felerősödött. Bobeko ezért úgy döntött, hogy egy kisebb léptékű taktikai hadműveletet hajt végre, melynek feladata a Gospić városa körüli szerb tüzérségi állások részleges hatástalanítása, az ellenséges felderítő-szabotázscsoport divoseloi bázisának megsemmisítése, valamint a horvát frontvonal hosszának lerövidítése.

## A hadművelet lefolyása

### Szeptember 9 – 14
A horvát offenzívában a horvát hadsereg gospići hadműveleti zónájából mintegy 2500 katona vett részt. A támadás 1993. szeptember 9-én, reggel 6 óra 10 perckor a 9. gárdadandár tüzérségi ütegeinek előkészítő tüzével kezdődött. A támadást, amelyben a horvát hadsereg 9. gárdadandárjának harckocsijai és gyalogsága megindultak bekerítő manőverként tervezték. A támadás egyik irányát a gárdadandár Gospić külvárosából Bilaj irányában történő lökése adta, míg másik lökésirányt a Horvát Belügyminisztérium különleges rendőri egysége (MUP) kommandósainak a Velebit hegységből indított támadása képezte. A MUP egységek korábban létfontosságú horvát pozíciókat ellenőriztek a Velebit-hegységben. Ezeket az erőket a Horvát Hadsereg 111. dandárja gospići és a lovinaci gyalogezredei is támogatták. A két megerősített harccsoport ugyanazon a napon 14:00 órakor Rajičevci faluban sikeresen egyesült, a Medaki zsebben bekerítve egy zászlóaljnyi szerb milícistát és számos szerb civilt. Ezt követték a felszámolási műveletek. Kétnapi harc után a horvát erők bevették Divoselót, Čitlukot és Počitelj falu egy részét. A közvetlenül Medak falu előtt húzódó új frontvonallal a Medaki zseb bejáratát teljesen elzárták.
A „valódi fenyegetés stratégiája” elnevezésű védelmi stratégiájuknak megfelelően, amely horvát városok bombázásával az önmagát Krajina Szerb Köztársaságnak kikiáltó államalakulat elleni horvát támadások elrettentését tűzte ki célul, a szerb erők megtorlásként nagy hatótávolságú tüzérséget (beleértve a FROG-7 ballisztikus rakétákat és M-87 Orkan rakéta sorozatvetőket) alkalmazva szeptember 10-én lőtték Károlyvárost, Zágráb Lučko nevű részét, Szamobort és Jasztrebarszka külvárosát. Ezekben a válogatás nélküli támadásokban civilek tucatjai haltak meg és sebesültek meg, és jelentős károkat okoztak mind az otthonokban, mind a tulajdonban. Csak a Károlyváros belvárosa elleni tüzérségi támadás során hét civil halt meg és 23-an sebesültek meg. Szeptember 9-én a szerb erők ágyúzták és megrongáltak egy olajfinomítót Sziszek városában. Szeptember 13-án és 14-én a horvát légierő MiG–21-es repülőgépei sikeresen megsemmisítették az SVK Banovinán és Kordunon telepített tüzérségi és rakétaütegeinek egy részét, de az egyik repülőgépet Gvozd közelében egy SA-6-os légvédelmi rakéta lelőtte, és pilótáját, Miroslav Perist is megölték.
Az SVK szárazföldi ellentámadásokat is indított, amelyek során visszafoglalták az elfoglalt területek egy részét. Ezenkívül Horvátország-szerte további 20 vagy 30 célpont megtámadásával fenyegetőzött, arra az esetre, ha nem kapják vissza az elfoglalt területet. A két fél szeptember 12–13. között erős tüzérségi tűzpárbajt vívott, mely során az ENSZ megfigyelői Gospić és Medak térségében több mint 6000 detonációt rögzítettek. Milislav Sekulić, az SVK egykori ezredese szerint a Medaki zseb elleni horvát offenzíva sikerének egyik oka az SVK erők gyenge harckészültsége volt ezen a területen. Egy hónappal korábban például Divoselo lakosai és harcosai panaszkodtak parancsnokuknak, hogy a faluvédelem alapvetően 30 főből áll, akik közül a legfiatalabb 15 éves, a legidősebb pedig 72 éves volt. Ugyanakkor embereik közül néhányan csak azért dezertáltak a frontvonalról, hogy Knin környékén csempészetben és más bűncselekményekben vegyenek részt.

### Szeptember 15 – 17

#### A tűzszünet
Az offenzívát erős nemzetközi kritika érte, és a hazai és külföldi politikai és katonai nyomásra a horvát kormány beleegyezett a tűzszünetbe. Petar Stipetić vezérőrnagy emlékezett arra, hogy szeptember 15-én Janko Bobetko vezérkari főnök Zágrábba rendelte, ahol rajta kívül négy másik ENSZ megfigyelővel is találkozott. Bobetko átadta neki a tűzszüneti megállapodást, és miután Stipetić aláírta a dokumentumot, Bobetko közölte vele, hogy ő maga soha nem fogja aláírni a megállapodást, ami feldühítette Stipetićet. Stipetić azt is elmondta, hogy a kivonulási parancs nagy haragot váltott ki a horvát katonákban, bár ő személy szerint nem számított másra. Elmondása szerint bizonyos parancsnokok figyelmeztették, hogy ne menjen az ő szektorukra, mert a tűzszünet aláírása miatt embereik meg akarják ölni. Amikor Gospićba érkezett, találkozott Ademi tábornokkal, aki megkérte, hogy próbáljon meg kérni egy kis időt az UNPROFOR-tól, mert a harctéri fegyelem akkor még nem rendeződött, ezért az UNPROFOR három napot adott neki a harctér stabilizálására. Szeptember 15-én a tűzszüneti megállapodást a szerb fél részéről Mile Novaković tábornok, a horvát fél részéről pedig Petar Stipetić vezérőrnagy írta alá. A megállapodás értelmében a horvát csapatoknak a szeptember 9-iki kiindulási vonalukig kellett visszavonulniuk, a szerb erők pedig a Medaki zsebből kellett, hogy kivonuljanak, majd ezután tovább visszavonuljanak. A horvát kivonulást szeptember 15-én 12:00-ra tervezték.
A kivonulás felügyelete és a helyi civilek védelme érdekében az UNPROFOR két francia gépesített egység kíséretében, a kanadai 2. „Patricia hercegnő” könnyűgyalogos zászlóalj harccsoportjának 875 katonáját vezényelte a Medaki zsebbe. Az ENSZ-erők James Calvin kanadai alezredes parancsnoksága alatt azt az utasítást kapták, hogy a szerb és a horvát erők közé települjenek.

#### A pufferzóna eseményei
Az UNPROFOR-ban való kanadai részvétel elnevezése „Harmónia hadművelet” volt. Az 1992 márciusában és áprilisában bevetett kezdeti kanadai kontingens elsősorban a 4. kanadai gépesített dandárból származott, amelynek székhelye Lahrban, Németországban található. Fő egységei a királyi 22-es gyalogezred, valamint a kanadai királyi ezred és a 4. kanadai mérnöki ezred csapatai voltak. A kanadaiak az UNPROFOR rendelkezésére álló legjobban képzett csapatai közé tartoztak, így természetes volt a kiválasztásuk erre a veszélyes feladatra. M113-as páncélozott szállító járművekkel voltak felszerelve, fegyverzetük pedig vegyesen M2 Browning géppuskákból, C6-os közepes géppuskákból, C7-es géppuskákból, C9-es könnyű géppuskákból, és 84 mm-es Carl Gustaf gránátvetőkből állt. A nehézfegyverzeti támogatást 81 mm-es aknavetők és egy speciálisan felszerelt, irányított páncéltörő rakétákkal felfegyverzett páncélozott szállító harcjármű jelentette.
A horvát erők és a Medaki zseb misszióban részt vevő más tisztviselők a pufferzónában az ott lévő erők szétválasztására tett sikertelen akciók miatt hamar elvesztették az ENSZ képességébe vetett bizalmukat. Az év elején a horvát csapatok támadást indítottak, hogy elfoglalják a Peruća-tó vizierőművének gátját és a víztározót. A gát súlyosan megsérült, amikor a Maslenica hadművelet után, 1993. január 28-án 10 óra 48 perckor az RSK erői szándékosan felrobbantották, hogy megsemmisítsék. A robbantáshoz 30 tonna robbanóanyagot használtak fel, ami súlyos károkat okozott, de végül a gát lerombolására irányuló erőfeszítés kudarcot vallott. A Cetina völgyében élő horvát közösségeket ennek ellenére nagy veszély fenyegette, hogy elönti őket a tó vize. Mark Nicholas Gray, a Brit Királyi Tengerészgyalogság őrnagya azonban, akit az UNPROFOR-ral együtt vezényeltek a helyszínre, megakadályozta a gát teljes összeomlását, mivel a robbanás előtt kinyitotta a kifolyó csatornát, és 4 méterrel csökkentette a tó vízszintjét. Ezt követően a horvát erők beavatkoztak, és elfoglalták a gátat és a környéket. Mivel az ENSZ-nek bizonyításra volt szüksége a déli szektorban ahhoz, hogy újra hitelessé tegye békefenntartó erőit sokak szemében szerte a világon, északról a dél-horvátországi régióba, a dalmát tengerpart közelében küldték őket.
A horvát erők azzal az ürüggyel, hogy telepítésükre nem kaptak engedélyt Zágrábtól, úgy döntöttek, hogy megtámadják a szerb és horvát erők között állomásozó kanadai erőket. Scott LeBlanc közlegény, aki az ENSZ-erők katonája volt, így emlékszik vissza: „Szinte azonnal tüzet kaptunk a horvátoktól.” Amikor a kanadaiak megkezdték az erődített állások kiépítését, a horvátok több száz tüzérségi lövedéket lőttek ki rájuk. A kanadaiak sikeresen alkalmazták az ágyúzási szüneteket, hogy helyrehozzák és megerősítsék pozícióikat. Az ENSZ-erők átvették az ellenőrzést az elhagyott szerb állások felett, de ismét a horvátok tüzébe kerültek. A támadók rakéta gránátvetőket és légvédelmi ágyúkat használtak. Az ENSZ-csapatok ezután beásták állásaikat, és láthatóan viszonozták a tüzet. Az éjszaka beálltával a horvátok több oldalirányú manővert is megkíséreltek, de a kanadaiak tűzzel válaszoltak a horvát gyalogság mozdulataira. A franciák a horvát nehézfegyverek ellensúlyozására 20 mm-es ágyúkat alkalmaztak. A horvát parancsnok, Rahim Ademi, miután rájött, hogy csapatai nem tudják teljesíteni a kitűzött célokat, találkozott a kanadai parancsnokkal, és megállapodott a tűzszünetben, amelynek értelmében csapatai másnap délig visszavonulnak.
Az események horvát változata szerint a kanadaiak megindultak előre a horvát állások felé, miközben továbbra is mögöttük tartották a szerb csapatokat. A horvát fél úgy értelmezte ezt a kanadai lépést, hogy nem fejezték be a megállapodás első szakaszát, amely többek között a szerbek által birtokolt pozíciók körüli terület demilitarizálását is magában foglalta. Ezzel egyidejűleg a kanadaiak háta mögött állomásozó szerb erők lőtték a horvát állásokat; akik ennek ellenére azt a parancsot kapták, hogy ne nyissanak tüzet az UNPROFOR-ra. A horvát katonák azt a parancsot kapták Ademi dandártábornoktól, hogy csak önvédelemből tüzeljenek, nehézfegyvereket és tankokat ne használjanak. Az éjszaka beálltával a helyzet áttekinthetetlenné vált, mivel a szerb csapatokat nem lehetett egyértelműen megkülönböztetni az UNPROFOR erőktől, ezért tűzpárbaj alakult ki az ellenféllel, hogy elrettentsék a horvát állások elleni támadásoktól. Másnap reggel Ademi dandártábornok azt állította, hogy dühös lett, mert az UNPROFOR erők provokálni akarták az embereit, új pozíciókat akartak elfoglalni, így lehetővé téve a szerbek számára, hogy visszafoglalják régi pozícióikat, ezért engedélyezte a második fázis végrehajtását, ami azt jelentette, hogy az UNPROFOR csapatok a horvátok mögé vonulnak át.
A határidő lejártakor a kanadai erők megkísérelték átkelni a horvát vonalakon, de egy elaknázott és jól védett útakadály megállította őket. Calvin az útlezárással a háttérben rögtönzött sajtókonferenciát tartott, és azt mondta az újságíróknak, hogy a horvát erőknek nyilvánvalóan rejtegetnivalójuk van. A horvát főparancsnokság, miután rájött, hogy a készülő nemzetközi botrány megoldása a kezükben van, gyorsan visszavonultak a szeptember 9-én tartott állásaikba. A visszavonulás végül szeptember 17-én 18:00-ig megtörtént, így az offenzíva véget ért.
Az előrenyomuló kanadai erők felfedezték, hogy a horvát hadsereg szinte az összes szerb tulajdonú épületet lerombolta, és a földdel tette egyenlővé. Az égő romok között 16 megcsonkított holttestet találtak. A kanadaiak arra számítottak, hogy sok túlélőt találnak az erdőben rejtőzködve, de élő szerbet nem találtak. Mivel sebészeti gumikesztyűk borították a területet, Calvin arra a következtetésre jutott, hogy tisztogatási műveletet hajtottak végre. Az ENSZ vizsgálata azonban arra utalt, hogy ezek a kesztyűk a halottakat és sebesülteket elszállító horvátok szokásos elővigyázatossági intézkedései is lehettek. A kanadai katonák fényképein is látható volt, hogy sebészeti kesztyűt használtak. Mindent rögzítettek és átadták a volt Jugoszláviával foglalkozó Nemzetközi Büntetőbíróságnak (ICTY). Az ICTY 2001-ben vádat emelt Ademi ellen, emberiesség elleni bűncselekményekkel vádolva, de végül felmentették.
1998. április 27-én Calvin arról számolt be, hogy „a horvátok azt közölték, hogy 27 katonájuk (az ő) harccsoportjával vívott összecsapások során a 14 napos (sic!) medaki tűzharcban meghalt vagy megsebesült.” Ugyanezen jelentés szerint a tűzpárbaj kezdetén négy kanadai sebesült meg, hét francia katona az aknáktól sérült meg. Ugyancsak az aknáktól három francia páncélos szállítójármű és egy markológép veszett oda, továbbá egy kanadai meghalt és további kettő megsérült dzsipjüknek és egy szerb teherautóval történt ütközésében. Calvin jelentése nem azonosítja a horvát baleseti jelentést vagy annak forrását. Különféle kanadai források (Ottawa Citizen, Tested Mettle, Chances for Peace) 27-30 horvát katonáról beszélnek, akik a kanadai békefenntartókkal való állítólagos összecsapásban haltak meg. Ennek a számnak a forrása a jelek szerint a Horvát Rádió és Televízió által közzétett információ, valamint az általa sugárzott videófelvételek voltak. „Emberi veszteségek a Medaki zseb hadműveletben” című tanulmányában Miroslav Međimorec szerző azt állítja, hogy átkutatta a Horvát Rádió és Televízió teljes archívumát, de nem találta meg az állítólagos felvételt, illetve a közölt szám forrását. Azt is lehetségesnek tartja, hogy a felvétel már nem létezik.

## A háborús bűnök kivizsgálása
Az ENSZ azonnal vizsgálatot indított a medaki események ügyében, de a feladatot nehezítette a kivonuló horvátok által végzett módszeres pusztítás. Az ENSZ-erők megállapították, hogy az összesen tizenegy faluban és falucskában (az incidensről készült hivatalos kanadai tanulmány szavaival élve) „a Medaki zseb minden egyes épületét a földdel tették egyenlővé”. Az UNPROFOR egységei a hadműveletet követően 18 holttestet találtak. A horvát hatóságok további 64 holttestet adtak át, amelyeket állításuk szerint a hadműveleti zónában találtak meg, és amelyeket a szerb hatóságoknak adtak át. A vizsgálat megállapította, hogy a katonai státusz meghatározását bonyolító egyik tényező az volt, hogy sok civil katonai ruházatot, sok helyi katona pedig polgári ruhát viselt. A horvátok azt állították, hogy két idős nő halt meg a támadás során. Azt mondták, hogy az egyik a légvédelmi üteg működése közben halt meg, a másik pedig, hogy elkerülje az elfogást gránáttal robbantotta fel magát. Az ENSZ 1994-es jelentésében elutasította ezeket az állításokat. azonban a 2006-os Norac-Ademi per több szemtanúja részletesen leírta, hogy a gránátos incidens hogyan történt.
A volt Jugoszláviával foglalkozó nemzetközi büntetőtörvényszék (ICTY) nyomozói megállapították, hogy legalább 100 szerbet öltek meg jogellenesen, mások pedig súlyos sérüléseket szenvedtek; sok áldozat nő és idős ember volt. 29 kivégzett szerb civil személyt, valamint öt szerb katonát azonosítottak, akiket elfogtak vagy megsebesítettek. Feltételezték, hogy többen is meghaltak, de a holttesteket állítólag a horvátok elvitték vagy megsemmisítették. Ezenkívül, hogy a területet lakhatatlanná tegyék a szerbek tulajdonában lévő ingatlanokat szisztematikusan kifosztották és megsemmisítették. Személyes tárgyakat, háztartási cikkeket, bútorokat, lakásfelszereléseket, haszonállatokat, mezőgazdasági gépeket és egyéb berendezéseket zsákmányoltak vagy semmisítettek meg, a kutakat pedig használhatatlanná tették. Becslések szerint 164 ház és 148 istálló és melléképület égett le vagy robbant fel. A Norac-Ademi perek több szemtanúja szerint egy nőt karóba húztak. A tanúk szerint a pusztítás nagy része a tűzszünet aláírása és a kivonulás befejezése közötti 48 órán belül történt. Az Egyesült Államok külügyminisztériuma azt állította, hogy a horvát erők 11 szerb falut pusztítottak el, és legalább 67 embert, köztük civileket öltek meg.
A horvát hadsereg több tagját később háborús bűnökkel vádolták meg. A legmagasabb rangú vádlott Janko Bobetko tábornok volt. Az ICTY 2001-ben háborús bűnökkel vádolta meg, de meghalt, mielőtt az ügy bíróság elé került volna, és ennek következtében a tárgyalást törölték.
A tágabb terület a Gospići Katonai Körzet fennhatósága alá tartozott, amelyet akkoriban Rahim Ademi dandártábornok irányított. Az ICTY ellene is vádat emelt, és 2001-ben Hágába szállították. 2004-ben Mirko Norac tábornok ellen – aki már 12 éves börtönbüntetését töltötte Horvátországban a gospići mészárlásban játszott szerepéért – szintén vádat emeltek és átszállították Hágába. A két ügyet 2004 júliusában összevonták, és 2005 novemberében a Nemzetközi Törvényszék beleegyezett a horvát kormány kérésébe, hogy az ügyet küldjék vissza Horvátországba, hogy a horvát bíróság előtt tárgyalják.
Mirko Norac és Rahim Ademi pere 2007 júniusában kezdődött a zágrábi megyei bíróságon, és 2008 májusában elsőfokú ítéletet született, amelyben Noracot bűnösnek találták, és hét év börtönbüntetésre ítélték, míg Ademit felmentették
azon az alapon, hogy másik, párhuzamos parancsnoki alárendeltségbe tartozott. A fellebbezés után a Horvát Legfelsőbb Bíróság 2009 novemberében hozta meg ítéletét, amely megerősítette a korábbi ítéletet, de egy évvel enyhítette Norac büntetését. A végső fellebbezéseket 2010 márciusában elutasították. A folyamatot az ICTY ügyésze számára az EBESZ zágrábi irodája követte nyomon.
A horvát 9. gárdadandár volt tagjai Velibor Šolaja és Josip Krmpotić szintén háborús bűnösnek találtattak a Medaki zsebben történt bűncselekmények elkövetésében. Šolaját civilek meggyilkolásáért öt év börtönbüntetésre ítélték, Krmpotićot pedig a Gospić környéki szerb tulajdonban lévő házak felgyújtásában és lerombolásában találták bűnösnek, amiért három év börtönbüntetést kapott. Josip Mršić pere még folyamatban volt, bár ő beismerte, hogy 2014-ben megölt egy idős civil nőt.

## Következmények
Az offenzíva után a környék falvainak nagy része elpusztult és elnéptelenedett. A régió még ma is nagyrészt elhagyatott, bár néhány szerb azóta visszatért falujába. A régió a háború végéig gyakorlatilag semleges övezet maradt a harcoló felek között. A horvát hadsereg 1995. augusztus 4-én a Vihar hadművelet során foglalta vissza, amely a magát önhatalmúlag kikiáltó Krajinai Szerb Köztársaság vereségével végződött. Az offenzíva a horvát hadsereg parancsnoki, irányítási és kommunikációs összeköttetéseiben is súlyos hiányosságokat tárt fel, amelyek már az év elején a Maslenica hadművelet során is problémát jelentettek.
A hadművelet komoly politikai nehézségeket okozott a horvát kormánynak, amelyet Medaknál tett lépései miatt külföldön keményen kritizáltak. A háborús bűnökkel kapcsolatos, jól ismert vádak, valamint a boszniai muszlim-horvát vérontás Horvátország nemzetközi hírnevének is súlyos lerontásához vezettek; külföldön sok helyen úgy tekintették az országot, mint aki áldozatból agresszorrá vált.
A hadművelet során elkövetett háborús bűnök az UNPROFOR hitelességét is rontották, hiszen erői annak ellenére sem tudták ezeket megakadályozni, hogy a közelben tartózkodtak. Butrosz Butrosz-Gáli, ENSZ főtitkár elismerte, hogy: „Az 1993. szeptember 9-én a horvátországi Medak zsebben lerombolt három falu, az UNPROFOR által a horvát erők kivonásának biztosítása érdekében tett határozott fellépés ellenére, tovább növelte a szerbek bizalmatlanságát az UNPROFOR-ral szemben, és megerősítette elutasításukat. Az Egyesült Nemzetek békefenntartó tervében előírt leszerelés megtagadása viszont megakadályozta az UNPROFOR-t abban, hogy a terv más lényeges elemeit végrehajtsa, különösen a menekültek és a lakóhelyüket elhagyni kényszerült személyek biztonságos visszatérésének feltételeit származási helyükre.”
A Medaki zsebben végzett tevékenységéért a „Patricia hercegnő” kanadai könnyűgyalogos dandár 2. zászlóaljának harci csoportja később az UNPROFOR Főparancsnokság dicséretében részesült, első kanadai egységként, amely valaha is megkapta ezt a dicséretet.

## Fordítás
Ez a szócikk részben vagy egészben  az    Operation Medak Pocket című angol Wikipédia-szócikk ezen változatának fordításán alapul.  Az eredeti cikk szerkesztőit annak laptörténete sorolja fel. Ez a jelzés csupán a megfogalmazás eredetét és a szerzői jogokat jelzi, nem szolgál a cikkben szereplő információk forrásmegjelöléseként.